# Кушнаренковська культура
Кушнаренковська культура — археологічна культура залізного століття в Південному Приураллі. Вперше описана В.Ф. Генінгом на підставі розкопок, що проводилися в 1955—1959 роках на могильнику в Кушнаренково (Башкортостан).
Існувала в VI — VIII століттях на території Закам'я, в басейнах річок Біла, Кама та Ік. Передбачається, що культура прийшла в середині VI ст. з лісостепових регіонів Зауралля та Західного Сибіру. У VIII столітті на захід від Уралу з інших угорських груп виникла Караякуповська культура.
Археологам вдалося встановити, що племена, які вивчались на ранньому етапі (у VI—VIII століттях), ховали родичів під курганами головами на північ. Черепи похованих зі слідами штучної деформації. Пізніше, вже померлих орієнтували головою на захід. У похованнях знайдені залишки зброї, кінського спорядження, різноманітних прикрас і кераміки. Значну кількість кераміки знайдено і на поселеннях. Весь ліпний посуд, круглодонний, глекоподібний або бомбоподібний за формою. Звертає увагу тонкостінність і витонченість орнаментації.
Носіїв кушнаренковської культури більшість дослідників пов'язують з кочовими уграми. О. А. Халікова, А. Х. Халіков, В. А. Іванов вважали їх мадярами. Н. А. Мажитов вважає носіями кушнаренковської культури давніх предків башкирів.